# Pandua
|  | Per a altres significats, vegeu «Pandua (Hooghly)». |

Pandua (bengalí পান্ডুয়া o Hazrat Pandua হজরত পান্ডুয়া, també Paruah o Peruah) és una ciutat abandonada avui substituïda per Malda, situada a 25° 08′ N, 88° 10′ E / 25.13°N,88.16°E. També fou anomenada un temps Firuzabad (bengalí ফিরুজাবাদ) i és coneguda com a Adina. Es troba a uns 18 km al nord de Malda.

## Història
Fou fundada probablement per Shams al-Din Firuz Shah. El 1339, Ala al-Din Ali Shah va transferir la capital de Lakhnawti o Gaur (a 32 km) fins a Pandua. Més tard Shams al-Din Iliyas Shah, el primer sultà independent de Bengala, la va cobnvertir en capital del seu sultanat i en aquest temps es va dir Firozabad però el 1453 la capital va retornar a Gaur per decisió de Nasir al-Din Mahmud Shah, potser a causa del canvi del curs del riu Mahananda a la vora del qual estava Pandua.
La ciutat fortificada s'estenia fins a Malda amb unes muralles d'uns 10 km, uns 3 al nord i uns 6 a l'oest del riu Mahananda, i paral·leles a aquest; el suburbi de Rai Khan Dighi era el port de la ciutat.

## Monuments
- Adina Jamia (mesquita d'Adina) del 1369.
- Mausoleu d'Eklakhi (tomba de Djalal al-Din Muhammad Shah)
- Mesquita de Kutb Shahi